# 한종진
한종진(韓鐘振, 1979년 6월 2일 ~ )은 대한민국의 바둑 기사이다.

## 약력
1996년에 입단하였으며, 2000년 제10기 비씨카드배 신인왕전에서 준우승했고, 2005년 제24기 KBS 바둑왕전 본선에 진출했고, 2010년 4월에 8단으로 승단하였다. 현재 한국바둑리그 한국물가정보의 감독이다.